# Kokolo
Kokolo je drugi studijski album hrvatskog pop sastava Magazina, koji je izašao 1983. godine. Objavila ga je diskografska kuća Jugoton. Objavljen je na LP-u i kazeti.
Album je postigao platinastu nakladu.
Glazbu su pisali Željko Baričić, Tonči Huljić i Zdenko Runjić, a stihove Jakša Fiamengo, Nenad Ninčević, Ingrid Flesch i Zvonimir Stipičić. Producent je bio Željko Brodarić Jappa, a aranžmane Ivica Čović Pipo, Tonći Huljić, Željko Baričić i Željko Brodarić Jappa.

## Popis pjesama
| 1. | »Luciana«     | 3:27 |
| 2. | »Nisam tvoj«  | 4:47 |
| 3. | »Opusti se«   | 4:26 |
| 4. | »Šapuće tama« | 2:42 |
| 5. | »Miss«        | 3:16 |

## Zasluge
- Ljiljana Nikolovska – vokali
- Nenad Vesanović – bas-gitara, vokali
- Zoran Marinković – bubnjevi
- Željko Baričić – gitara, vokali
- Tonči Huljić – glasovir, sintisajzer
- Miro Crnko–- sintisajzer

Ostalo osoblje
- Jadran Babić – fotografija, dizajn
- Željko Brodarić – produciranje
- Ivica Čović – snimanje